# Maximilian Popovici
Maximilian Popovici (n. 1861, Tînțar, județul Făgăraș, Imperiul Austro-Ungar – d. 31 martie 1918, Basarabia, Regatul României) a fost un agronom, chimist și publicist român, una dintre figurile de seamă ale agriculturii românești de la sfârșitul secolului al XIX-lea și începutul secolului al XX-lea. A avut contribuții majore în chimia agricolă, în special în domeniul tutunului, și a fost un fervent susținător al modernizării agriculturii și îmbunătățirii vieții țăranilor.

## Biografie

### Copilărie și educație
Maximilian Popovici s-a născut în anul 1861 în satul Tînțar, județul Făgăraș, pe plaiurile lui G. Maior și Vlad Cîmu Munteanu, fiind fiul unui preot. A urmat clasele primare în satul natal, iar studiile liceale le-a efectuat la Brașov. În 1878, a trecut munții „în țară” și s-a înscris la Școala de Agricultură de la Herăstrău, pe care a absolvit-o cu rezultate strălucite în 1881. Ulterior, în 1883, a fost trimis să studieze chimia agricolă la Școala Superioară de Agricultură de la Berlin, obținând titlul de doctor în 1885.

### Carieră profesională
După absolvirea Școlii de la Herăstrău, Popovici a fost angajat ca specialist agronom la Monetăria Statului, lucrând în paralel ca asistent la Catedra de Chimie a profesorului Salygny. A activat pentru o perioadă și la Școala Inferioară de Agricultură de la Striharcț. Remarcat pentru talentul și hărnicia sa, a fost numit chimist la Stațiunea Agronomică și șef de lucrări la catedra de Mineralogie și Chimie Agricolă.
La Monetăria Statului, în cadrul Regiei Monopolurilor Statului, a înființat în perioada 1888–1890 primul laborator de chimia tutunului din România. A perfecționat procesele de fermentare a tutunului, introducând metode științifice în locul empirismului, ceea ce a plasat România printre principalii producători europeni de tutun de calitate superioară. În 1899, a dezvoltat tehnica fabricării hârtiei de țigarete, instituită sub monopol de stat, renunțând astfel la importuri și generând o sursă importantă de venit.
În 1908, Popovici a părăsit Regia Monopolurilor Statului și a devenit subdirector la Casa Rurală, o instituție înființată în 1906 pentru sprijinirea agriculturii și a țăranilor. A ocupat funcția de șef al serviciului agronomic al Casei Rurale, colaborând cu agronomi precum C. Filipescu, Gh. Cipăianu, N.O. Popovici-Lupa, Ștefan Popescu și A.L. Nasta. A contribuit la organizarea achiziționării de terenuri agricole pentru țărani, studiind modele de colonizare din Germania și Ungaria, pe care le-a prezentat în broșura sa din 1911, Colonizări și parcelări.
Maximilian Popovici a murit tragic într-un accident de automobil în Basarabia, pe 31 martie 1918, în timp ce se afla într-o misiune guvernamentală. A fost înmormântat la Cimitirul „Eternitatea” din Iași.

## Activitate științifică

### Domenii de cercetare
- Chimia agricolă, cu accent pe cultura și prelucrarea tutunului
- Industrializarea fructelor și legumelor
- Organizarea agriculturii și sprijinirea țăranilor prin educație agricolă

### Contribuții originale
- A înființat primul laborator de chimia tutunului din România, perfecționând procesele de fermentare și fabricarea hârtiei de țigarete.
- A introdus utilizarea extractului de tutun (nicotină) ca insecticid și produs antiparazitar, precum și infuzia de tutun pentru combaterea bolilor contagioase la animale.
- A construit „cuptoare bosniace” pentru uscarea fructelor și legumelor, contribuind la aprovizionarea armatei în timpul Primului Război Mondial.
- A promovat conceptul „învățătorilor ambulanți” pentru educația agricolă a țăranilor, oferind sfaturi practice pentru modernizarea gospodăriilor.

### Publicații și inițiative
Maximilian Popovici a fondat publicația „Buletinul de cultură a tutunului”, destinată instruirii producătorilor, și a publicat numeroase articole în reviste precum „Cîmpul” și „Viața agricolă”. A susținut ideea „anchetei agrare” pentru a înțelege mai bine starea economică a agriculturii și a țăranilor, propunând soluții precum înființarea unui Consiliu de Agricultură și organizarea cercurilor culturale la sate.

## Scrieri
- Fabricațiunea extractului de tutun, București, Tipografia Nouă, 1895
- Tratarea griului, orzului și ovăzului cu piatră vînătă și sulfura de potasiu, I.S.C.A., București, 1898
- Sarea în industrie și agricultură, „Jurnalul Societății Centrale Agricole”, nr. 1, București, 1899
- Podgoriile noastre, „Jurnalul Societății Centrale Agricole”, București, 1899
- Viile vechi și viile noi, „Jurnalul Societății Centrale Agricole”, București, 1899
- Bosnia și Herțegovina, București, Tip. „Dreptatea”, 1900
- Industrializarea fructelor, București, Ed. Socec, 1900
- Grădinile școlare, „Cîmpul”, nr. 4, București, 1904
- Învățătorii ambulanți de agricultură, București, Ed. Socec, 1907
- Trips, tabaci, „Buletinul culturii tutunului”, nr. 12-13, București, 1908
- Colonizări și parcelări, București, Ed. Universala, 1911
- Manual de agricultură pentru școlile inferioare de agricultură (împreună cu Gheorghe Cipăianu), București, Ed. Socec, 1912
- Ministerul de Agricultură în sprijinul programului agriculturii și țăranului, „Viața Agricolă”, București, 1914
- Congresul agricol din 1914, Paris, „Viața Agricolă”, București, 1914
- Instrucțiuni pentru fabricarea, păstrarea și întrebuințarea legumelor uscate și fructelor, București, Tip. Sfetea, 1916
- Fabricarea, păstrarea și întrebuințarea legumelor și fructelor, „Viața Agricolă”, București, 1916

## Viața personală
Maximilian Popovici a fost un om modest, de o mare cinste și corectitudine. Deși ar fi putut obține beneficii financiare considerabile din activitatea sa, a renunțat la acestea din motive de moralitate. A fost un prieten apropiat al multor agronomi, printre care Gh. Cipăianu, N.O. Popovici-Lupa, P. Mihăescu și I.D. Ștefănescu, și era cunoscut pentru sfaturile și sprijinul oferit țăranilor.
A avut o preocupare特別ă pentru rolul femeii în gospodăria rurală, propunând o programă școlară pentru pregătirea tinerelor fete în domenii precum curățenia, alimentația, conservarea produselor și creșterea animalelor, considerând că o gospodină bine instruită este un factor de progres și civilizație.

## In memoriam
Maximilian Popovici este amintit ca un deschizător de drumuri în agricultura românească, contribuțiile sale având un impact durabil în domenii precum cultura tutunului, industrializarea fructelor și educația agricolă a țăranilor. Trifu Ion i-a dedicat o lucrare biografică în 1942, intitulată Maximilian Popovici.